# Leberblümchen (Gattung)
Die Gattung der Leberblümchen  (Hepatica) gehört zur  Familie der Hahnenfußgewächse (Ranunculaceae). Die Gattung umfasst 7 Arten mit Vorkommen in Europa, Asien und Nordamerika. Alle Arten sind mehrjährige, niedrige Kleinstauden mit einer oftmals ganzjährig sichtbaren Blattrosette. Sie blühen im zeitigen Frühjahr bzw. zu Beginn der Vegetationsperiode in höheren Gebirgslagen. Die Blütenfarbe ist oft ein auffälliges Azurblau (H. nobilis var. nobilis). Es treten blau, rosa, violett oder weiß blühende Pflanzen auf, sehr selten auch mit gefüllten Blüten.
Einige Botaniker inkludieren die Gattung Hepatica in die Gattung Anemone (Näheres dazu im Abschnitt zur Systematik). Der Name Hepatica wie auch der deutsche Name  Leberblümchen  bezieht  sich auf Gestalt und Farbe der Blätter, die im Umriss an die Form der Leber von Wildschweinen erinnern, während oft vor allem die Blattunterseiten und gelegentlich auch ganze Blätter eine braun-rote Färbung aufweisen, die der Farbe einer Leber gleicht. Nach der Signaturenlehre glaubte man  an die Heilkraft der Leberblümchen bei Leberleiden. Die Leberblümchen sind auf der Nordhalbkugel verbreitet. Großblütige Arten und Hybriden sind beliebte Gartenpflanzen, vor allem in Japan, wo sie seit dem 18. Jahrhundert in zahlreichen Farbvarianten und Blütenformen kultiviert werden.

## Beschreibung
Die Leberblümchen sind ausdauernde, krautige Pflanzen. Dem dichten Rhizom entspringen  grundständige Laubblätter. Die Blattspreite ist in drei bis fünf Lappen geteilt und bis zur Hälfte der Spreite eingeschnitten. Die Blätter sind ganzrandig oder gezähnt. Die zwittrigen Einzelblüten sind endständig direkt über den drei kelchartigen, grünen Hochblättern (Involucrum), die die Blütenknospen schützend umhüllen und damit die Schutzfunktion des fehlenden Kelchs übernehmen. Die Blüten sind radiärsymmetrisch mit zahlreichen Staubblättern und zahlreichen freien Fruchtblättern.
Der Samen von Leberblümchen wird überwiegend von Ameisen verbreitet (sogenannte Myrmekochorie). Wie für myrmekochore Pflanzen typisch haben die Diasporen ein nährstoffreiches Anhängsel, ein Elaiosom, das als Lock- und Nährkörper dient. Das Elaiosom ist allein für den Verzehr bestimmt. Ameisen verschleppen die Diasporen aufgrund ihrer Elaiosom-Anhängsel in ihren Bau und trennen dort das Elaiosom von der Diaspore.  Der Samen wird dann aus dem Bau entfernt und auf den Abfallhaufen der jeweiligen Kolonie gebracht. Der Samen findet dort in der Regel ideale Keimbedingungen und steht gleichzeitig mehrere Meter von der Mutterpflanze entfernt. Die Vermehrung von Leberblümchen erfolgt sowohl durch Teilung als auch durch Samen. Die Jungpflanzen benötigen mehrere Jahre bis zur Blütenbildung. Bei ungestörtem Wachstum bilden sich nach Jahren dichte Bestände aus. Am Naturstandort wächst Hepatica oft in der Humusschicht auf lehmigen kalkhaltigen Waldböden (Franken, Thüringen) aber auch auf Sandböden (Mecklenburg, Brandenburg). Sie bevorzugt schattige bis halbschattige Lagen.

## Systematik
Zur systematischen Stellung der Leberblümchen gibt es zwei Auffassungen. Einerseits sprechen phylogenetische Untersuchungen  für eine Eingliederung in eine weit gefasste Gattung der Anemone s.l.. Dies hätte aber zur Folge, dass alle Anemoninae  zu einer Gattung zusammengefügt werden. Andererseits gibt es durchaus Gründe für eine Aufspaltung der Gattung Anemone s.l. in mehrere Gattungen. So haben etwa die Arten in der Gattung Hepatica eine reduzierte Chromosomengrundzahl  x=7  (gegenüber x=8 für die  Windröschen im engeren Sinne). Aufgrund fehlender ausreichender genetischer Untersuchungen ist auch die Gliederung innerhalb der Gattung Hepatica verworren und unklar. Je nach Autor enthält die Gattung zwischen  vier und zwölf Arten, von denen zwei in Europa vorkommen.

## Arten
Die bekannten Hepatica-Arten lassen sich hinsichtlich der Blattform in zwei Serien unterteilen. Die Laubblätter der Serie Triloba (Ulbr.) Tamura: sind dreilappig und stets ganzrandig hingegen die der Serie Angulosa (Ulbr.) Tamura sind drei- bis fünflappig und der Blattrand ist meist gezähnt
| Name | Trivialname/Synonym                                    | Bild                  | Verbreitung | Anmerkung |
| --- | ------------------------------------------------------ | --------------------- | --- | --- |
| Section Triloba: Blätter dreilappig und ganzrandig |                                                        |                       | | |
| Hepatica nobilis L. | Gewöhnliches Leberblümchen, Gewöhnliches Leberblümchen |                       | Europa, O-Asien, N-Amerika | |
| var. nobilis (Typus Art) | Gewöhnliches Leberblümchen                             |                       | Von Skandinavien bis zu den Alpen und Pyrenäen. | Als Standorte werden lichte Buchen- und Eichenwälder mit kalkhaltigen, basenreichen Lehmböden bevorzugt. In den Alpen steigt es bis auf Höhenlagen von 2200 Metern. |
| f. pyrenaica | Pyrenäen-Leberblümchen                                 |                       | Spanien, Frankreich | marmorierte Laubblätter |
| var. asiatica | (Syn. Hepatica asiatica)                               | [ Abb. im Weblink 1 ] | Ostchina | Wälder und grasige Abhänge von 700 bis 1100 m. |
| var. insularis | (Syn. Hepatica insularis)                              | [ Abb. im Weblink 2 ] | Korea - Cheju Island / Cheju-do *) und an der südliche Spitze der koreanischen Halbinsel | in Laubwäldern. |
| var. japonica | (Syn. Hepatica japonica)                               |                       | Japan | Japanische Inseln Hauptinsel Honshu, Insel Shikoku, im Norden der Insel Kyushu. |
| var. pubescens | (Syn. Hepatica pubescens).                             | [ Abb. im Weblink 3 ] | | Dies ist die einzige tetraploide Rasse (Chromosomenzahl 2n=28). |
| var. acuta | (Syn. Hepatica acutiloba, Anemone acutiloba)           |                       | östliches Nordamerika, | zugespitzte Blätter und Vorkommen auf Kalk. |
| var. obtusa | (Syn. Hepatica americana, Anemone americana)           |                       | östliches Nordamerika | abgerundete Blätter und Vorkommen auf saurem Boden. |
| Von Zonneveld werden die vier ostasiatischen Rassen von Hepatica nobilis zu Hepatica asiatica und die zwei nordamerikanischen Rassen zu Hepatica americana zusammengefasst. |                                                        |                       | | |
| Hepatica maxima (NAKAI) | Riesenleberblümchen                                    | [ Abb. im Weblink 4 ] | Südkorea | endemisch auf der Insel Ulleungdo. Im frostfreien Klima bildeten sich Pflanzen mit den größten Blättern und Blüten in dieser Gattung. Hepatica maxima ist diploid mit der Chromosomenzahl 2n=14. |
| Serie Angulosa (ULBR.), Tamura: Blätter drei- bis fünflappig, Blattrand meist gezähnt                                                                                       |                                                        |                       | | |
| Anemone falconeri (T. THOMSON) YUZ.) | Kaschmir-Leberblümchen, (Syn. Hepatica falconeri)      | [ Abb. im Weblink 5 ] | Zentralasien (Indien: Nordwest-Himalaja (Himachal-Pradesh, Jammu und Kaschmir); nordwestl. China (Tienschan); Kirgistan und Tadschikistan (Pamir-Alai); Nord Pakistan, Kasachstan (Nord-Tienshan) | Bergwälder in Höhen bis 3100 m. Morphologisch steht sie Anemone näher als Hepatica, hat aber die Chromosomenzahl 2n=14 und gilt als ein Elternteil von drei Hepatica-Arten. Es wird vermutet, dass diese Art ein Ur-Leberblümchen Relikt ist. Von Zentralasien aus haben sich dann die Leberblümchen sowohl nach Europa als auch nach Ostasien und über eine im Miozän bestehende Landbrücke auch ins östliche Nordamerika ausgebreitet. |
| Hepatica transsilvanica | Siebenbürger Leberblümchen (M. FUSS)                   |                       | Rumänien | Bergwälder; gekerbte Blätter mit 3 bis 5 Lappen, große Blüten mit bis zu 4 cm Durchmesser und acht Blütenblätter, sowie Hüllblätter mit 2 oder 3 kleinen Zähnchen. tetraploid mit der Chromosomenzahl 2n=28 |
| Hepatica henryi |                                                        | [ Abb. im Weblink 6 ] | China | Dezhi und Robinson schließen dabei Hepatica yamatutai ein, die nach Zonneveld aufgrund genetischer Untersuchungen eine wesentlich später entstandene, eigenständige Art ist, die endemisch am Emei Shan in Sichuan vorkommt, aber die gleichen Elternarten wie Hepatica henryi hat. tetraploid, Chromosomenzahl 2n=28. |
| Hepatica yamatutai (NAKAI) |                                                        | [ Abb. im Weblink 7 ] | W China: Provinz Sichuan, 800–2000 m | in einem kleinen Gebiet an den Hängen des Berges Emei Shan; immergrüne Wälder mit hohen Niederschlägen, auf durchlässigem Kalkstein mit Humusschicht aus verrottendem Laub; tetraploid, Chromosomenzahl 2n=28. eng verwandt mit H. henryi |

Weblinks zu Abbildungen:
1. ↑  
Bilder von H. asiatica auf Plantarium.ru (Latein + Russisch)
2. ↑  
Bilder von H. n. insularis auf asianflora.com (Engl.)
3. ↑  
Bilder von H. pubescens auf wildplantsshimane.jp (Engl.)
4. ↑  
Bilder von H. maxima auf ibric.org (Koreanisch)
5. ↑  
Bilder von H. falconeri auf Plantarium.ru (Latein + Russisch)
6. ↑  
Bilder von H. henryi auf Plantarium.ru (Latein + Russisch)
7. ↑  
Bilder von H. yamatutai auf skalnicky.cz (Engl.)